# 반국가주의
반국가주의(反國家主義, 영어: Anti-statism)는 개인주의를 기본으로 하는 사상이며, 국가가 개인의 정치, 사회, 경제적 권리를 억압하는 것에 대해 반대하며, 어떠한 통치자에 의해 통치되는 것을 반대하는 사상이다. 반국가주의자들의 견해는 국가마다 다른데, 일반적인 고전적 반국가주의의 궁극적 목표는 이미 체계화된 사상을 목표로 한 국가 권위 최소화 또는 국가 해산이지만 현대 반국가주의는 어떻게든 국가의 통치력을 분산시켜, 최대한 자유로운 사회를 만드는 것이다. 그러나 후자는 체계화된 사상을 궁극적 목표로 하지 않으며 범죄율 증가와 같은 치안 불안정과 같은 무정부 체제의 불안정한 현실에 대해서는 언급하지 않기 때문에 '불완전 반국가주의'라고 하며, 고전적 반국가주의는 '완전 반국가주의'라고 불린다.

## 개요
태초에 반국가주의의 사상적 근원은 '국가'라는 조직체에 대한 존재불신 때문이었다. 국가란 민생질서를 유지하고 민생회복을 위해 존재하는 집단 단위체지만, 이러한 것을 유지하지 못하고 개개인을 통제하기 위해 만들어진 하나의 '시스템'에 불과한 것으로 변질할 때 '국가'란 근본적으로 유명무실한 존재이고 없는 만 못하다는 것이 반국가주의의 기본적인 법칙이다. 이렇게 태어난 반국가적 심리는 후에 아나키즘과 공산주의 분파에서 '고전적 반국가주의'로 등장한다.
고전적 반국가주의는 그들마다 주요 이념이 다른데, 여러 국가 정부에서는 반국가주의자들에 대한 분류를 일반적인 극단적 개인주의자들의 이합집산이라고 본다. 태초의 고전적 반국가주의는 마르크스주의에서 구현되는 공산주의 사회를 이루기 위해 활동하던 국가 해산 세력을 의미한다. 또한 미하일 바쿠닌의 고전적 아나키즘도 그와 같다. 고전적 반국가주의는 국가라는 단어를 어떠한 것으로 정의하냐에 따라 그들의 주요 사상이 나뉘는데 일단 국가란 단어는 그 의미가 여러 가지고 시간에 따라 변화했다. 예를 들어 미하일 바쿠닌은 국가를 하나의 운영 조직체로 보았고, 마르크스는 자본주의 사회에서 생산 수단을 소유한 주체들이 체제를 유지하기 위해 만들어 놓은 하나의 지배 체제에 불과하다고 보았다. 또한 막스 베버는 법치주의를 효과적으로 실행하기 위한 하나의 지배 단위체로 보았다. 이러한 각자의 뜻을 내세워 과거 고전적 반국가주의자들은 특정 이념(아나키즘 또는 공산주의)을 실현하기 위해 궁극적으로 국가 해산을 목표로 나아갔다. 예를 들어서 막스 슈티르너는 다음과 같이 언급 하기도 했다.
정치적 자유는 폴리스나 국가가 자유롭다는 것을 의미한다. 종교의 자유가 종교가 자유롭다는 것을 의미 하듯이, 양심의 자유는 양심이 자유롭다는 것을 의미한다. 따라서 이것은 내가 국가, 종교, 양심으로부터 자유롭지 못하며 그것을 제거할 수 없다는 것을 의미한다. 이것은 나의 자유가 아니며 나를 정복하고 지배하는 권력의 자유를 의미하는 것이다. 이것은 국가, 종교, 양심 같은 나를 지배하는 압제자들이 자유롭다는 것을 의미할뿐이다. 국가, 종교, 양심과 같은 압제자들은 나를 노예로 만들고, 그들의 자유는 나에겐 예속인 것이다. 여기서 그들은 암묵적으로 "목적은 수단을 신성하게 한다"는 원칙을 따른다. 국가의 안녕이 목적이라면, 전쟁은 성스러운 수단이 된다. 정의가 국가의 목적이라면, 살인은 신성한 수단이 되며 이를 "처형"이라는 신성한 이름으로 부를 것이다. 신성한 국가는 그것이 사용하는 모든 수단을 신성하게 만든다.

현대의 반국가주의는 단순히 국가의 통치력을 분산시키거나 감소시켜 최대한 개인의 자유가 보장되는 사회를 만들려는 운동이다. 그러나 '반국가주의'라는 지칭 단어는 고전적 반국가주의도 포함되어 국가 전복 세력을 의미하기도 한다. 현대적 반국가주의 또는 불완전 반국가주의는 자본, 법, 군대는 인간을 잔인하게 만드는 요소라고 하여 이 세가지 요소에 반대하여 권력 현상을 최소한 감소시키는 상호부조론을 주축으로 한 아나키즘과는 구별이 된다. 현대 반국가주의의 분파 사상은 미국의 청년들에게서 일어나는 정치 현상인 고자유주의 사상이 대표적이다.

### 고전 완전 반국가주의
고전적 반국가주의는 다른 말로 '완전 반국가주의'라고 표현된다. 특정 이념의 궁극적 목표를 향해 국가 자체를 해산시키거나 또는 국가 권력을 최소화 시키려는 사상이다. 이러한 고전적 반국가주의 성향을 띤 사상 대부분 아나키즘 분파 사상들이다.
- 사회적 아나키즘
- 개인주의적 아나키즘
- 환경주의적 아나키즘
- 실존주의적 아나키즘
- 유대교 아나키즘
- 무정부 여성주의
- 기독교 아나키즘
- 불교 아나키즘
- 좌파아나키즘
- 상리공생주의
- 통합 아나키즘
- 국민아나키즘
- 아고리즘
- 기부주의

### 현대 불완전 반국가주의
현대적 반국가주의는 다른 말로 '불완전 반국가주의'라고 표현된다. 단순히 권력 현상을 맹목적으로 반대하여 생겨난 반국가주의이다. 이러한 현대적 반국가주의 성향을 띤 사상은 다음과 같다.
- 자유지상주의적 보수주의
- 소자유지상주의
- 고자유주의
- 고보수주의

## 같이 보기
- 반국민주의